# Campiglossa dupla
Campiglossa dupla är en tvåvingeart som först beskrevs av Cresson 1907.  Campiglossa dupla ingår i släktet Campiglossa och familjen borrflugor. Inga underarter finns listade.